# Гришин, Александр Сергеевич (футболист)
Алекса́ндр Серге́евич Гри́шин (18 ноября 1971, Москва, СССР) — советский и российский футболист, полузащитник, защитник. Мастер спорта (1990 год), мастер спорта международного класса (1991). Тренер.

## Биография
Детство Гришина прошло в московском районе Фили. Родители Александра работали в ГКНПЦ имени Хруничева. Мать умерла от онкологического заболевания, отец разбился на машине. В возрасте 17-ти лет Гришин остался сиротой с пятилетней сестрой на иждивении.
В 1990 году дебютировал в основном составе ЦСКА в матче с «Динамо», выйдя на замену вместо Владимира Татарчука. Во встрече не реализовал выход один на один. Встреча закончилась победой «армейцев» 2:1.
По словам Гришина, он покинул ЦСКА в 1995 году из-за Александра Тарханова. Тот пришёл по ходу сезона и пообещал игрокам клуба, что если команда не вылетит в низшую лигу, то игроки получат бонусы. Клуб выполнил задачу, но бонусы получили лишь футболисты, которых привёл в клуб непосредственно Тарханов. Николай Толстых пригласил Гришина в «Динамо», сказав: «Знаю, Саша, что тебе там чуть-чуть недодали. Мы можем возместить».

### Клубная
На высшем уровне выступал за московские клубы ЦСКА и «Динамо», а также за воронежский «Факел». В составе ЦСКА был чемпионом СССР, призёром первенств СССР (серебро) и России (серебро и бронза), обладателем Кубка СССР. Победитель Первой лиги 1989 года в составе ЦСКА, 2001 год «Шинник» (Ярославль), 2002 год «Рубин» (Казань).

### Тренерская
В 2009—2010 годах работал тренером ДЮСШ ЦСКА 1995 года. 7 декабря 2010 года возглавил дубль ЦСКА. 29 мая 2017 года стало известно, что Гришин покидает пост тренера дубля ЦСКА. 1 июля того же года возглавил юношескую сборную России в возрастной группе 1999 года рождения Под его руководством команда не смогла пробиться в элитный раунд квалификации чемпионата Европы 2018, и 15 января 2018 года сотрудничество с Гришиным было прекращено.
19 апреля 2018 года возглавил клуб из Латвии «Спартак» Юрмала. 12 августа подал в отставку с занимаемой должности, проведя с командой 13 матчей — в 7 из них команда одержала победу, ещё дважды сыграла вничью и четырежды проиграла.

## Достижения
- Чемпион СССР: 1991
- Обладатель Кубка СССР: 1991
- Серебряный призёр Чемпионата СССР: 1990
- Серебряный призёр чемпионата России: 1998
- Бронзовый призёр чемпионата России: 1999
- Победитель первого дивизиона первенства России 2001
- Победитель первого дивизиона первенства России 2002
- Победитель первой лиги СССР 1989 г.
- Чемпион Европы 1990 в составе юниорской сборной СССР (U-18)
- Бронзовый призёр чемпионата мира среди молодёжных команд (1991)